# По другому колу
«По другому колу» — радянський художній фільм 1987 року, знятий режисером Равілем Батировим на кіностудії «Узбекфільм».

## Сюжет
Молодий та талановитий Мурад після одруження прийшов на роботу до інституту, який очолював дядько його дружини Юлдашев. Незабаром молодий конструктор зрозумів, що псевдо-наукова діяльність інституту налаштована лише на те, щоби вдосконалювати нікчемні проєкти Юлдашева. Герой збунтувався і був негайно звільнений. Влаштувавшись наладчиком на інше підприємство, конструктор потай продовжував конструювати до кінця вісімдесятих. На початку перебудови герой приїхав до Москви й отримав за заслугами: проєкт був по-суті розкритикований і визнаний безперспективним. З чим Мурад і погодився.

## У ролях
- Мурад Раджабов — Мурад Карімов
- Ділором Камбарова — Дільбар
- Хусан Шаріпов — Вахід Юлдашев
- Туйчі Аріпов — Кабул Юлдашев
- Зухрітдін Режаметов — Рустам
- Олена Костіна — Бірута
- Шухрат Іргашев — Сараєв
- Володимир Січкар — Філімонов
- Ірина Соколова — Віра Антонівна
- Джамшид Закіров — роль другого плану
- Микола Мерзлікін — роль другого плану
- Ходжиакбар Нурматов — роль другого плану
- Отабек Бабаєв — роль другого плану
- Барно Шадманова — роль другого плану
- Т. Мамедова — роль другого плану
- Ігор Пушкарьов — Єгоров
- Микола Гаєвський — роль другого плану
- Ісамат Ергашев — роль другого плану
- Борис Бистров — роль другого плану
- Валерій Муслімов — роль другого плану
- О. Матвєєва — роль другого плану
- Георгій Строков — роль другого плану

## Знімальна група
- Режисер — Равіль Батиров
- Сценарист — Олександр Горохов
- Оператори — Нажміддін Гулямов, Олександр Панн
- Композитор — Володимир Мартинов
- Художник — Едуард Аванесов